# 李传詹
李传詹（?—?），浙江仁和（今浙江杭州）人，是一名清朝政治人物。
李传詹曾接替万台任娄县知县一职，1823年由何士祁接任。